# リンシェーピング
- リンショピング
- リンショーピング
- リンシェピング

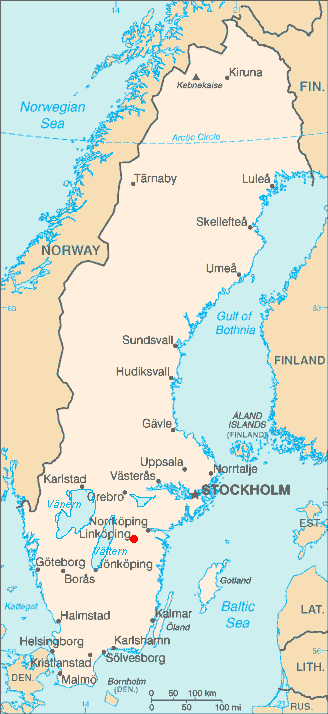
リンシェーピングの位置

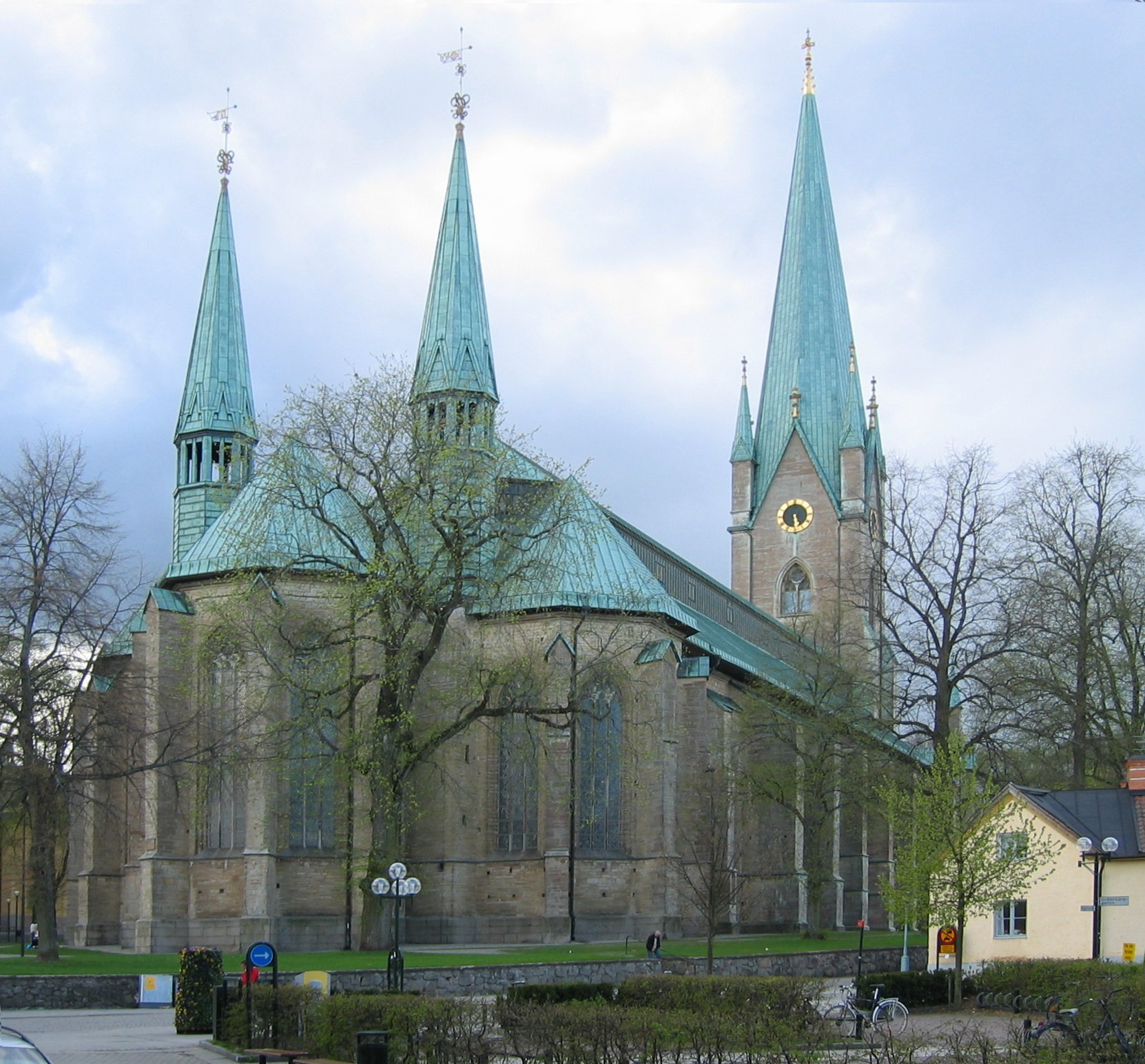
リンショーピング大聖堂

リンシェーピング(リンショピング、リンショーピングなどとも、Linköping [ˈlɪ̂nːˌɕøːpɪŋ] ( 音声ファイル))はスウェーデン南部エステルイェータランド県の都市であるリンシェーピング市の中心地(centralort)。地方区分としてはイェータランドのエステルイェートランド地方に属する。2021年現在の人口は105,000人。

## 歴史
リンシェーピングは12世紀にはスウェーデンの宗教的中心地となっており、今も残るリンショーピング大聖堂はこの地に司教座が置かれ、古くからエステルイェートランド地方の中心地であった事を示している。13世紀から14世紀にかけて都市としての機能が次第に確立されていった。1590年代には中央政治の政争に巻き込まれ、対立は1598年のストンゲブローの戦い、1600年のリンシェーピングの血浴で頂点に達する事になる。17世紀初頭の宗教改革は都市リンシェーピングにとっては経済的打撃以外の何ものでもなかった。その一方で宗教的中心地である事は変わることがなく、さらに1627年に高校が設立、1635年には県知事公邸が設置されると都市としての役割は強化されていった。
17世紀中頃、リンシェーピングの人口は隣のノーショーピング市の発展や海外貿易政策のためにさほど増加の傾向は見せなかったが、1740年代になると人口の増加が顕著になる。1800年頃の人口は3,000人弱で、19世紀における人口増加も他の都市に比べては比較的穏やかであった。しかし、1871年にシンダ運河を経由してヨータ運河に到達できるようになり、また1872年に鉄道網が整備されて幹線であるエストラ・スタムバーナン(Östra stambanan)が北側のカトリーネホルム市より到達するとリンシェーピングの人口にも大きな変化が現れ始め、20世紀になってからは産業等の発達のともなって急激に増加する事になる。
現在のリンシェーピングはリンシェーピング大学のメインキャンパスが置かれている他、産学協同によって設立されたIT関連企業の本拠地として、SAABやスウェーデッシュ・ミーツなど大企業の進出先として注目されている。

## 産業
リンシェーピングにおいて、最大の雇用企業の一つはSAABでサーブ 39 グリペンなどの戦闘機や近距離用双発ターボプロップ旅客機のサーブ 340を含む製品を製造している。情報技術産業も非常に盛んで、セクトラ(Sectra)、IFSWORLD、エリクソン、Cambio Healthcare Systems ABなど多くの企業が立地している他、豊田自動織機スウェーデン社の子会社であるBTインダストリーズがリンシェーピング近郊のミェルビューにある。また、スウェーデン空軍博物館が街の近くにある。

## 交通
リンシェーピング中央駅はエスイーの特急X2000が停車するため、ストックホルムやマルメ、コペンハーゲン等、他の大都市への移動が非常に容易である。エスキルストゥーナを経由してヴェステロースとは比較的頻繁に電車の連絡がある。

## 出身者
- ベント・アルネ・バリン - 音楽家
- パトリック・ヤンセン - 音楽家

## 姉妹都市
| - ロスキレ、デンマーク - ヨエンスー、フィンランド - イーサフィヨルズゥル、アイスランド - トンスベルグ、ノルウェー - リンツ、オーストリア - ピエトラサンタ、イタリア - カウナス、リトアニア | - オラデア、ルーマニア - 広州、中華人民共和国 - マカオ、中華人民共和国 - エステリ、ニカラグア - モロゴロ、タンザニア - パロアルト、カリフォルニア州、アメリカ合衆国 |